# Галицын, Георгий Михайлович
Голицын Георгий Михайлович (05.11.1907, Псковская губерния — 18.10.1943, р-н Ленинграда) — лётчик-истребитель, участник Великой Отечественной войны.

## Биография
Родился в деревне Максаков Бор 5 (18) ноября 1907 года. Детство прошло в Кросном Бору Порховского уезда.  Окончил Качинскую военную школу летчиков, служил в 1-й авиационной бригаде. В 1933 году из эскадрильи был переведён в отряд Энгельской военной школы летчик для обучения будущих лётчиков. В 1935 году присвоили звание старшего лейтенанта. Перед Великой Отечественной войной назначен на должность командира 193 истребительного авиационного полка в звании майора. По приказу полковника Е.Е. Ерлыкина Галицыным с группой других командиров была создана новая боевая единица — 7-й Краснознаменного истребительный авиационный полк, который оснастили самолетами И-16, И-153 и МиГ-3. К осени 1941 года полк стал передовым полком ВВС Ленинградского фронта. За добросовестную боевую работу командира полка награжден Орденом Ленина. Погиб 18 октября 1943 г. при проверке техники пилотирования самолета Як-7 молодого летчика В.Г.Железнякова.. Похоронен на Угловском кладбище под Ленинградом.

## Награды
Орден Ленина
- Интервью с дочерью
- Картотека документов
- 7-й истребительный авиационный полк